# BitHUmen
A BitHUmen egy magyar és angol nyelven elérhető torrentoldal. A regisztráció meghívásos alapon történik.

## Történet
A BitHUmen Magyarország legrégebbi torrentoldala, 2004. július 27-én alapították.
2007-ben torrent oldalakat és seed szervereket érintő razziák voltak, ekkor ezt az oldalt is lekapcsolták.
Ezt követően is voltak leállások 2011-ben és 2017-ben. de ezek csak rövid ideig tartottak.
A United Torrent Society felmérése szerint a BitHUmen rendelkezik a hatodik legnagyobb felhasználóbázissal a magyar torrent oldalak között. A legnagyobb jelenleg az ncore.